# عبد الله العلي
عبد الله إسماعيل العلي (مواليد 20 نوفمبر 2001) لاعب كرة قدم قطري يجيد اللعب في الظهير الأيسر مع نادي الخور معار من نادي الريان.

## مسيرة اللاعب
لعب سابقاً في نادي السد ونادي الريان ونادي الخور.